# 1736 Floirac
1736 Floirac este un asteroid din centura principală, descoperit pe 6 septembrie 1967, de Guy Soulié.